# Andrés Díaz Marrero
Andrés Díaz Marrero, (San Juan de Puerto Rico, 28 de noviembre de 1940), Escritor de literatura infantil y juvenil.
Ha sido presidente de la Sociedad de Autores Puertorriqueños, Vicepresidente de la Asociación puertorriqueña de literatura infantil y juvenil en español y portugués, Vicepresidente del Pen Club de Puerto Rico. 
Comenzó a publicar formalmente en 1975. Parte de su obra ha sido publicada, entre otras, por las siguientes editoriales, revistas y periódicos:

## Editoriales
- Ediciones del Sur, Argentina;
- Editorial Kamar, Guatemala;
- Editorial Santillana, España;
- Editorial Norma, Puerto Rico;
- Editorial SM, Puerto Rico;
- Editorial Sendero, Puerto Rico;
- Editorial Creación Puerto Rico;

## Revistas
- Revista Mairena,Año I Navidad 1979,p76 Puerto Rico;
- Revista Anales,núm 4, 1983-84, pp 71-74 (Sociedad de autores Puertorriqueños);
- Revista El Sol, AñoXXXIX Núm 1, 1995 pp39-41 (Asociación de Maestros de Puerto Rico);
- Revista Creación, Ponce, Puerto Rico;
- Revista Palma Sola, Cuba; núm 4, mayo de 2006, p3 (Fundación Nicolás Guillén)
- Revista Educación, Núm.55, febrero de 1990, pp140-146 (Departamento de Educación de Puerto Rico)
- Antología de la poesía cósmica puertorriqueña, TomoII, México, 2013;pp 59-60 (Frente de afirmación hispanista, A.C.)

## Periódicos
- El Nuevo Día, El Texto marginado, 26 de diciembre de 1986 p52
- Diálogo UPR, La Enseñanza Integral del Lenguaje, 1988; Hacia cambios en escuela elemental, enero-febrero de 1991 P37
- El Mundo
- El reportero,
- Claridad El Analfabetismo Funcional en Puerto Rico, 1985

(Omitimos los nombre de periódicos del exterior: EE. UU. Argentina, Brasil, España, etc.)

## Teatro infantil
- Centro de Bellas Artes,Santurce PR, Camaroncito dormilón,1984.
- Departamento de Educación de PR en el Festival puertorriqueño de la lectura, Parque Luis Muñoz Marín, La Profecía del coqui, del 12 al 13 de octubre de 1986.
- Centro de Adiestramiento y Bellas Artes de Aguadilla, Camaroncito dormilón,2006.
- Teatro Yagüez, Mayagüez,PR, Cuentos de Andrés Díaz Marrero, 31 de octubre de 2014.

Han sido presentadas también en versiones de teatro de títeres en diversas salas de teatro del país.

## Poemas musicalizados
Varios de sus poemas han sido musicalizados por Tony Croatto, CD Mi Lucha y por el Trío Los Hispanos, CD Así es mi Tierra. La canción Nacimos para Servir cuya letra es de Andrés Díaz Marrero y la música de Tony Croatto fue utilizada para la develación del lazo de la filantropía en un acto en el que participaron decenas de instituciones filantrópicas de EE. UU. y Puerto Rico. Desde el 1.º de abril de 1998, mantiene el Portal http://home.coqui.net/sendero en el cual ofrece cuentos y poemas infantiles y juveniles de su autoría, gratis.